# Arciera
Arciera is een geslacht van vlinders van de familie tandvlinders (Notodontidae), uit de onderfamilie Notodontinae.

## Soorten
- A. angolensis Kiriakoff, 1979
- A. grisea (Holland, 1893)
- A. lanuginosa (Rothschild, 1917)
- A. nigripuncta (Rothschild, 1917)
- A. phragmatoecioides (Rothschild, 1917)
- A. postalba Kiriakoff, 1960
- A. roseiventris Kiriakoff, 1962
- A. rufescens (Kiriakoff, 1962)
- A. sexpunctata Kiriakoff, 1979